# Alfiero Grandi
Alfiero Grandi (Argelato, 24 luglio 1944) è un politico e sindacalista italiano.

## Biografia
Ha iniziato l'impegno politico nel 1960, iscrivendosi alla FGCI e aderendo al Partito Comunista Italiano. Successivamente si è occupato di sindacato con la CGIL, di cui è stato segretario regionale in Emilia-Romagna, segretario generale della funzione pubblica nazionale (FP CGIL) dal 1988 al 1991 e segretario confederale fino al 1996.
In seguito è stato dirigente dei Democratici di Sinistra e ha fatto parte del consiglio nazionale dei DS. Dal 1998 è sottosegretario alle Finanze nel primo governo D'Alema, nel secondo governo D'Alema e nel secondo governo Amato. Nel 1999 è candidato alle elezioni europee nella circoscrizione dell'Italia nord-orientale, senza essere eletto. Dopo le elezioni politiche del 2001 è approdato alla Camera e nella XIV legislatura ha fatto parte della commissione Finanze, di cui è stato vicepresidente.
Scrittore di vari articoli su argomenti politici ed economici e collaboratore del settimanale Avvenimenti, dal 18 maggio del 2006 fa parte del secondo governo Prodi in qualità di sottosegretario all'Economia.
Nel maggio 2007, al momento dello scioglimento dei DS, ha aderito a Sinistra Democratica.
Nel 2016 è vicepresidente del “Comitato per il NO” al referendum sulla riforma costituzionale promossa dal governo Renzi.

## Saggi
- Tremonti: visto da vicino in Tremonti, il timoniere del Titanic di Giampiero Castellotti e Fabio Scacciavillani, Roma, Editori Riuniti, 2011. ISBN 978-88-359-9063-5